# Cuando no sé quién soy
Cuando no sé quién soy (lit. ‘Quan no sé qui soc’) és el segon àlbum d'estudi de la cantant pamplonesa Amaia Romero.
Va ser publicat el 13 de maig de 2022 per Universal Music Espanya i el precedeix Pero No Pasa Nada (2019). L'àlbum conté deu cançons, cinc de les quals són senzills. És considerat de gènere indie pop i conté la col·laboració d'Aitana a La canción que no quiero cantarte i la de Rojuu a Quiero pero no. Ha estat produït principalment per ella mateixa i el català Alizzz.

## Llista de cançons
| Núm.          | Títol                                            | Durada |
| ------------- | ------------------------------------------------ | ------ |
| 1.            | «Bienvenidos al show»                            | 3:47   |
| 2.            | «Dilo sin hablar»                                | 3:00   |
| 3.            | «La vida imposible»                              | 3:41   |
| 4.            | «Yo invito»                                      | 3:12   |
| 5.            | «La canción que no quiero cantarte» (amb Aitana) | 2:48   |
| 6.            | «Pesimista»                                      | 1:57   |
| 7.            | «Quiero pero no» (amb Rojuu)                     | 3:30   |
| 8.            | «La persona»                                     | 2:54   |
| 9.            | «Santos que yo te pinte»                         | 3:55   |
| 10.           | «Yamaguchi»                                      | 2:43   |
| Durada total: | Durada total:                                    | 31:32  |

## Posicionament en llistes
Posiciones obtingudes per Cuando no sé quién soy
| País    | Llista         | Posició màxima |
| ------- | -------------- | -------------- |
| Espanya | Top 100 Àlbums | 2              |

Posicions obtingudes per cançons de l'àlbum
| Cançó                                            | País    | Posició màxima |
| ------------------------------------------------ | ------- | -------------- |
| «Yo invito»                                      | Espanya | 57             |
| «Bienvenidos al show»                            | Espanya | 88             |
| «La canción que no quiero cantarte» (amb Aitana) | Espanya | 59             |

| País    | Associació | Llista         | Primera setmana    | Posició | Setmanes a la llista | Última setmana | Ref.   |
| Espanya | Promusicae | Top 100 Àlbums | 13 de maig de 2022 | 2       | 30                   | -              | [ 10 ] |